# Грациози, Паоло
Паоло Грациози (итал. Paolo Graziosi, 25 января 1940, Римини, Эмилия-Романья — 1 февраля 2022, Виченца, Венеция) — итальянский актёр театра и кино.

## Биография
Родился в Римини; Грациози не прошёл вступительные экзамены в Академию драматического искусства Сильвио Д’Амико в 1961 году. Затем он поступил в Итальянскую национальную киношколу. В театре, после периода ученичества, он осуществил свой первый прорыв в 1965 году, когда сыграл Меркуцио в известной версии «Ромео и Джульетты» в постановке Франко Дзеффирелли. В кино, в котором он дебютировал в драматическом фильме 1962 года «Gli arcangeli», его прорывной ролью был бухгалтер по имени Карло в «Китай близко» Марко Беллоккьо (который был его одноклассником в Centro Sperimentale и который ранее руководил им в короткометражном фильме 1962 года «Ginepro fatto uomo»). С тех пор Грациози продолжал сниматься в фильмах и телесериалах, обычно во второстепенных ролях, но с 1970-х годов он сосредоточил свою деятельность на сцене, соучредив вместе с Карло Чекки «GranTeatro», компанию, в основном работающую в альтернативных сетях.
Грациози, боровшийся с раком, умер от COVID-19 в Виченце 1 февраля 2022 года в возрасте 82 лет.

## Избранная фильмография
- Девушка-гангстер[англ.] (1966)
- Китай близко (1968)
- Галилео Галилей (1968)
- Сердце матери[англ.] (1969)
- Сиятельные трупы (1976)
- Счастливого Рождества и с новым годом[англ.] (1989)
- Осуждение (1991)
- Простая история[англ.] (1991)
- Луи, король — дитя[фр.] (1993)
- Долгая тишина[англ.] (1993)
- Павшие герои[англ.] (2007)
- Изумительный (2008)
- Отец Джованны[англ.] (2008)
- Итальянская гонщица (2016)
- Пиноккио (2019)
- Плохой поэт[англ.] (2020)
- Три семьи (2021)